# Teun Luijkx
Pour les articles homonymes, voir Luijkx.
 (octobre 2018).
Si vous disposez d'ouvrages ou d'articles de référence ou si vous connaissez des sites web de qualité traitant du thème abordé ici, merci de compléter l'article en donnant les références utiles à sa vérifiabilité et en les liant à la section « Notes et références ».
Teun Luijkx, né le 3 novembre 1986 à Veldhoven, est un acteur néerlandais.

## Filmographie
- 2011 : Time to Spare de Job Gosschalk : Teun[2]
- 2013 : &Me de Norbert ter Hall : Richard[3]
- 2016 : De Prinses op de Erwt: Een Modern Sprookje de Will Koopman : Kroonpins Manuel van Luxenstein[4]
- 2018 : Retrospekt de Esther Rots[5]

### Séries télévisées
- 2011 : A'dam - E.V.A.[6]
- Depuis 2011 : The Secrets of Barslet de Anjet Daanje[7]
- Depuis 2012 : The Spiral[8]